# Kijewo (Stettin)
Kijewo (deutsch Rosengarten) ist ein Stadtteil von Stettin, der Hauptstadt der Woiwodschaft Westpommern in Polen. Das im Osten von Stettin östlich der Oder gelegene Dorf bildete bis 1937 eine eigene Gemeinde.

Lage des Stadtteils innerhalb von Stettin

Rosengarten bildete bis 1937 eine Landgemeinde im Kreis Randow der preußischen Provinz Pommern. Im Jahre 1910 wurden hier 1060 Einwohner gezählt, im Jahre 1925 1263 Einwohner in 355 Haushaltungen. In der Gemeinde bestanden neben Rosengarten die Wohnplätze Neu Rosengarten und Plantage Rosengarten.
Zum 1. Oktober 1937 wurde Rosengarten in die benachbarte Stadt Altdamm eingemeindet. 1939 wurde Altdamm seinerseits in den Stadtkreis Stettin eingemeindet.
1945 kam Rosengarten, wie alle Gebiete östlich der Oder-Neiße-Linie, an Polen. Rosengarten erhielt den polnischen Ortsnamen „Kijewo“.